# Havant
Pour la circonscription électorale, voir Havant (circonscription britannique).

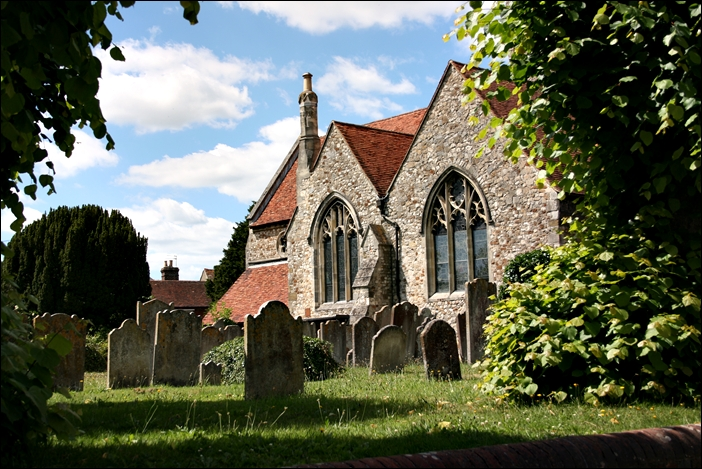
L'église de Havant est dédiée à sainte Foy.

Havant est une ville du Hampshire, en Angleterre. Elle est située sur la côte de la Manche, à l'est de Portsmouth et à l'ouest de Chichester. Elle est le chef-lieu du borough du même nom, qui couvre la ville même et ses alentours et comptait 120 684 habitants au moment du recensement de 2011.